# Kurt Vonnegut
Kurt Vonnegut Jr. (Indianapolis (Indiana), 11 november 1922 – New York, 11 april 2007) was een Amerikaans schrijver en schilder.

## Biografie
Vonnegut werd geboren als jongste van drie kinderen. Zijn vader Kurt Sr. was architect, en zijn moeder Edith kwam uit een welgestelde brouwersfamilie.
Vonnegut studeerde aan Cornell-universiteit, waar ook Thomas Pynchon studeerde.

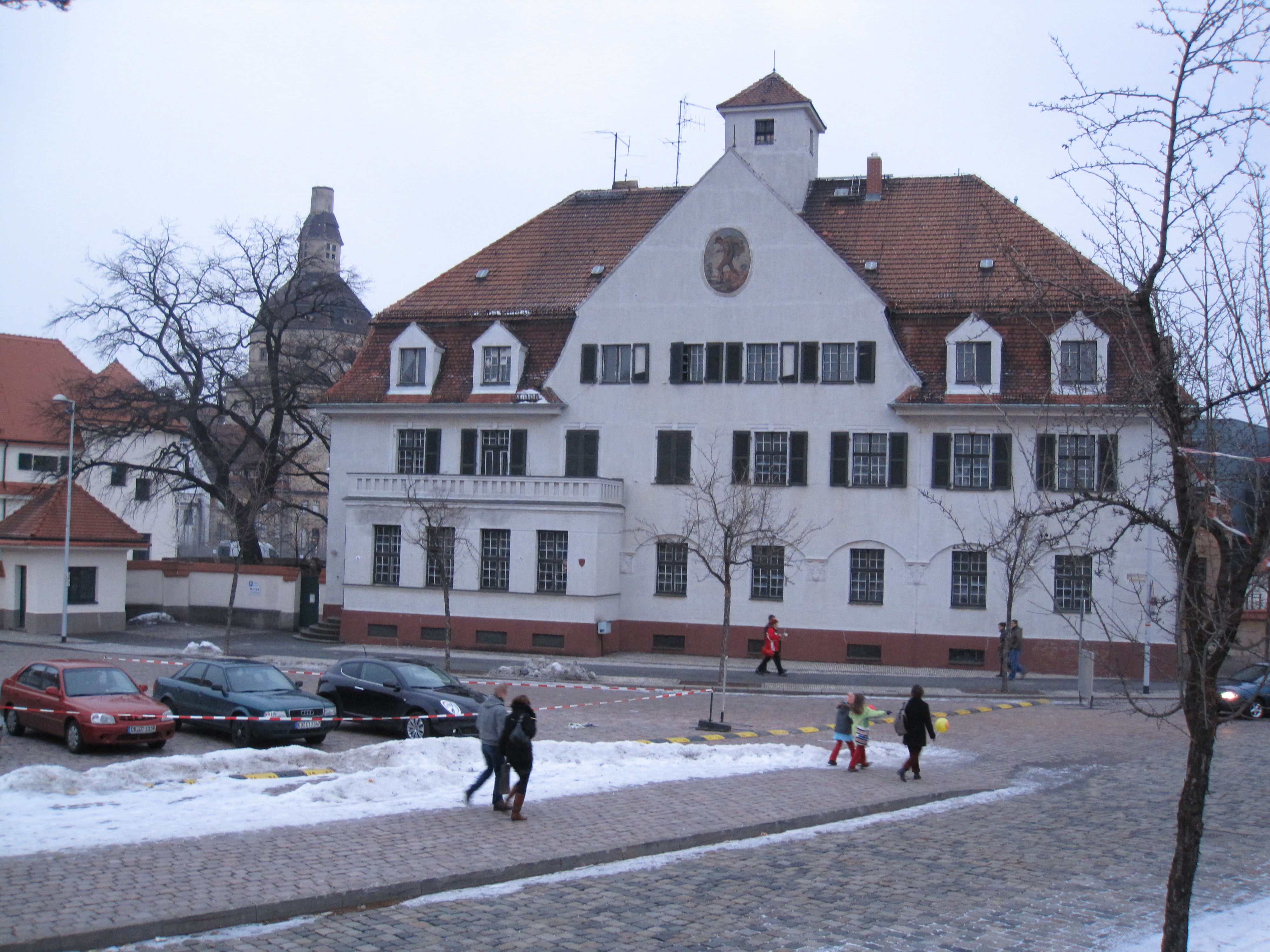
Het pand waar Vonnegut verbleef als krijgsgevangene

Hij schreef bijna twintig romans, vaak bestsellers. Ook schreef hij korte verhalen, essays en toneelstukken. Zijn bekendste roman is Slaughterhouse-Five over het vernietigende bombardement op Dresden in 1945 dat Vonnegut zelf meemaakte als Amerikaans krijgsgevangene. Het boek heeft het meest bijgedragen aan de mythologisering van deze ramp
Ondanks zijn succes kampte Vonnegut met depressies; in 1984 deed hij zelfs een zelfmoordpoging.
Vonnegut was getrouwd met Jill Krementz. Hij overleed in april 2007 aan een hersenbeschadiging die hij enkele weken eerder had opgelopen door een val van de trap in een van zijn twee huizen in New York.

## Thema's en stijl
Een centraal thema in zijn werk is de futiliteit van alle menselijke inspanningen. Vonnegut combineerde een bedrieglijk eenvoudige schrijfstijl met satire, zwarte humor en sciencefiction. In Nederland liet Renate Dorrestein zich inspireren door zijn schrijfstijl.
Vonnegut vertolkte zijn ideeën vaak via het in verschillende romans terugkerende personage Kilgore Trout, een schrijver van sciencefiction en absurde verhalen. Hij illustreerde zijn boeken zelf, met eenvoudige vaak graffiti-achtige tekeningen, die soms doen denken aan het werk van Keith Haring, dan weer aan dat van Paul Klee.

### Romans
- Player Piano (1952), vertaald in het Nederlands, De grote pianola
- The Sirens of Titan (1959)
- Mother Night (1961), vertaald in het Nederlands, Moeder nacht (1973)
- Cat's Cradle (1963), vertaald in het Nederlands, Geen kind en geen wieg
- God Bless You, Mr. Rosewater, or Pearls Before Swine (1965), vertaald in het Nederlands, Gods rijkste zegen, Mr. Rosewater! of Paarlen voor de zwijnen (1976)
- Slaughterhouse-Five, or The Children's Crusade (1969), vertaald in het Nederlands, Slachthuis Vijf of De Kinderkruistocht
- Breakfast of Champions, or Goodbye, Blue Monday (1973), vertaald in het Nederlands, Ontbijt voor kampioenen
- Slapstick, or Lonesome No More (1976), vertaald in het Nederlands, Slapstick
- Jailbird (1979), vertaald in het Nederlands, Bajesvogel
- Deadeye Dick (1982), vertaald in het Nederlands, Korte roem van Deadeye Dick
- Galápagos (1985)
- Bluebeard (1987), vertaald in het Nederlands, Blauwbaard (1988)
- Hocus Pocus (1990)
- Timequake (1997)

### Korte verhalenbundels
- Canary in a Cathouse (1961)
- 2BR02B (1962)
- Welcome to the Monkey House (1968), vertaald in het Nederlands, Welkom op de apenrots
- Bagombo Snuff Box (1999)

### Essays
- Wampeters, Foma and Granfalloons (1974), vertaald in het Nederlands, Wampieters, foma en granfallons
- Palm Sunday by Kurt Vonnegut, An Autobiographical Collage (1981) (deels vertaald "Palmpasen")
- Fates Worse than Death (1991)
- God Bless You, Dr. Kevorkian (1999)
- A Man Without a Country (2005)
- If This Isn't Nice, What Is?: Advice to the Young (2013)

### Toneelstukken
- Happy Birthday, Wanda June (1970)
- Between Time and Timbuktu, or Prometheus Five (introductie door Vonnegut) (1972)
- Make Up Your Mind (1993)
- Miss Temptation (1993)
- L'Histoire du Soldat (1993)

### Verfilmingen
- Happy Birthday, Wanda June (1971)
- Slaughterhouse-Five (1972)
- Slapstick (1982)
- Who Am I This Time? (1982)
- Harrison Bergeron (1995) (televisie)
- Mother Night (1996)
- Breakfast of Champions (1999)

## Trivia
- Vonnegut wordt genoemd in het boek Het Ardennenoffensief van Alex Kershaw
- Vonnegut wordt meerdere malen genoemd in het boek "Dance on my grave" van Aidan Chambers.
- Vonnegut, Kilgore Trout en Slaughterhouse Five worden vernoemd in de proloog van "Market Wizards - Interviews with top traders" van Jack D. Schwartz
- De boeken van Vonnegut spelen een centrale rol in het boek The Universe vs. Alex Woods van Gavin Extence.
- De film The Recruit bevat veel verwijzingen naar boeken van Kurt Vonnegut, zoals het computervirus dat ICE-9 heet (zie Cat's Cradle), Clayton die onder het drinken van zijn koffie het boek Slaughterhouse-Five leest en Clayton die vertelt over de wijze waarop zijn vader eieren bakte (zie Breakfast of Champions).